# Aproximante lateral dental sonora
La aproximante lateral dental sonora es un sonido consonántico que se produce en algunas lenguas. Es parte de una clase más amplia de consonantes (v. consonante lateral alveolares laterales sonoras ).
Para diferenciar este sonido de otros de su misma clase, cuando el contraste es importante se utiliza el símbolo fonético [ l̪ ] . De lo contrario simplemente se anota [l] .
Algunas obras de fonética clasifican el sonido. [l] de las lenguas romances (incluido el español) como consonante dental o alveolodental , pero la tendencia en la fonética moderna es clasificarla como consonante alveolar laminal.

## Características
- Su modo de articulación es aproximante, lo que significa que se produce con un articulador cerca de otro, la lengua y el alvéolo dental, pero sin que se reduzca la apertura hasta el punto en que se produzca una turbulencia de aire audible.
- Su punto de articulación es dental , lo que significa que se articula con la punta o la lámina de la lengua en los dientes superiores , denominados apical y laminal respectivamente .
- Su tipo de fonación es sonora, lo que significa que las cuerdas vocales están vibrando durante la articulación.
- Es una consonante oral, lo que significa que se permite que el aire escape a través de la boca y no a través de la nariz.
- Se trata de una consonante lateral, lo que significa que el flujo de aire pasa a lo largo de los lados de la lengua.

## Ocurre en
| Idioma     | Idioma                     | Palabra    | AFI        | Significado         | Notas |
| ---------- | -------------------------- | ---------- | ---------- | ------------------- | --- |
| Árabe      | golfo                      | لين/leen   | [l̪eːn]     | 'cuando'            | Laminal denti-alveolar.                                                                                           |
| Chino      | Chino cantonés             | 蘭 / laan4 | [l̪an˨˩]    | 'orquídea'          | |
| Chino      | Mandarín                   | 蘭 / lán   | [l̪an˨˥]    | 'orquídea'          | |
| Húngaro    | Húngaro                    | elem       | [ˈɛl̪ɛm]    | 'batería'           | Laminal denti-alveolar.                                                                                           |
| Italiano   | Italiano                   | molto      | [ˈmol̪ːt̪o]  | 'mucho'             | Laminal denti-alveolar. Alofono de /l/ ante /t, d, s, z, t͡s, d͡z/.                                                 |
| Macedonio  | Macedonio                  | лево/levo  | [l̪e̞vo̞]     | 'izquierda'         | Laminal denti-alveolar.                                                                                           |
| Malayalam  | Malayalam                  | ലാവണം        | läːʋɐɳɐm   | 'Salado'            | |
| Mapudungun | Mapudungun                 | ḻafkeṉ     | [l̪ɐ̝fkën̪]   | 'mar, lago'         | Interdental. |
| Noruego    | Urbano del este de Noruega | anlegg     | [²ɑnːl̪ɛg]  | 'planta industrial' | Alofono de /l/ después de /n, t, d/.                                                                              |
| Español    | Español                    | altar      | [äl̪ˈt̪äɾ]   | 'altar'             | Laminal denti-alveolar Alofono de /l/ ante /t/, /d/.                                                              |
| Sueco      | Standard central           | allt       | [äl̪t̪]      | 'todo'              | Laminal denti-alveolar.                                                                                           |
| Tamil      | Tamil                      | புலி/puli    | [pul̪i]     | 'tigre'             | |
| Uzbeko     | Uzbeko                     | kelajak    | [kel̪ædʒæk] | 'futuro'            | Laminal denti-alveolar. Velarizado entre una vocal redondeada no anterior y una consonante o fonema de coyuntura. |
| Vietnamita | Hanói                      | lửa        | [l̪ɨə˧˩˧]   | 'fuego'             | |